# Niveus
Niveus es un género de foraminífero bentónico de estatus incierto, aunque considerado perteneciente a la subfamilia Saccammininae, de la familia Saccamminidae, de la superfamilia Saccamminoidea, del suborden Saccamminina y del orden Astrorhizida. Su especie tipo es Niveus flexilis. Su rango cronoestratigráfico abarca el Holoceno.

## Discusión
Clasificaciones previas incluían Niveus en la superfamilia Astrorhizoidea, así como en el suborden Textulariina del orden Textulariida.

## Clasificación
Niveus incluye a la siguiente especie:
- Niveus flexilis